# 长苞尖药兰
长苞尖药兰（学名：Diphylax contigua）为兰科尖药兰属下的一个种。

## 扩展阅读
- 維基物種上的相關：长苞尖药兰